# Whang-od

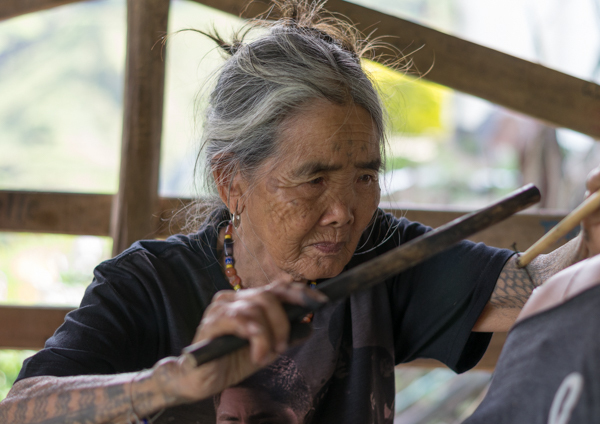
Whang-od in 2016

Whang-od Oggay (17 februari 1917 of 1919), ook bekend als Maria Oggay, is een Filipijns tatoeëerster uit het bergachtig dorpje Buscalan (Tinglayan) in de provincie Kalinga. Ze staat bekend als de laatste en oudste ‘mambabatok’ (traditionele Kalinga-tatoeëerder) en behoort tot de Butbut-bevolkingsgroep.
Sinds haar vijftiende tatoeëert ze koppensnellers, die hun dorpen beschermden waarin ze hun vijanden doodden. Ook tatoeëerde ze vrouwen van haar eigen bevolkingsgroep, als een teken van schoonheid en elegantie. Alhoewel deze traditie met uitsterven wordt bedreigd, blijft Whang-od dit proces op toeristen gebruiken die Buscalan komen bezoeken.
De Nationale Commissie voor Cultuur en Kunst (NCCA) reikte Whang-od in 2018 de prestigieuze ‘Dangal ng Haraya Award’ uit in Tabuk, de hoofdstad van de etnische Kalinga. Ze werd in 2017 genomineerd voor de ‘Gawad sa Manlilikha ng Bayan’ voor haar bijdragen aan het Filipijns immaterieel cultureel erfgoed. In april 2023 schreef de 106-jarige Whang-od geschiedenis als het oudste covermodel ooit van Vogue. En op 14 februari 2024 ontving ze uit handen van president Ferdinand Marcos jr. de Presidential Medal of Merit.